# Педро Алькантара Ерран
Педро Алькантара Ерран Мартінес де Сальдуа (ісп. Pedro Alcántara Herrán Martínez de Zaldúa; 19 жовтня 1800 — 26 квітня 1872) — колумбійський генерал і державний діяч, борець за незалежність Нової Гранади та Перу, президент Республіки Нова Гранада.

## Біографія
Народився 1800 року в Санта-Фе-де-Боготі. Навчався в Коледжі Святого Варфоломія, втім 1814 року полишив навчання, щоб вступити до лав революційної армії. Під час однієї з битв потрапив у полон до іспанців та був засуджений до страти, проте йому дозволили зберегти життя за умови, що він вступить до лав іспанського війська. Ерран пристав на пропозицію, та за п'ять років він знову перейшов на бік революціонерів і став капітаном армії Антоніо Хосе де Сукре, в складі якої брав участь у бойових діях на півдні Нової Гранади та в Перу. 1828 року Сімон Болівар присвоїв йому звання генерала та призначив на пост інтенданта столичної провінції Кундінамарка. В січні 1830 року Ерран став міністром оборони Великої Колумбії.
Після створення республіки Нова Гранада Ерран 1832 року був секретарем делегації, відрядженої до Святого Престолу. Після повернення служив у різних провінціях, потім очолив міністерство закордонних справ. Коли спалахнула так звана «Війна Вищих», він виступив на боці уряду, придушуючи заколотників. Такі дії підійняли його на політичній арені, а президент Хосе Ігнасіо де Маркес вирішив зробити Еррана своїм наступником.
За результатами виборів 1841 року жоден з трьох кандидатів не здобув вирішальної кількості голосів, й тому, відповідно до Конституції, питання мало вирішитись голосуванням у Конгресі. Члени останнього обрали президентом Еррана. У зв'язку з тим, що сам Ерран був зайнятий на фронті, інавгурацію замість нього пройшов віцепрезидент Домінго Кайседо. Через те, що бойові дії поширились на північ країни, Кайседо був відряджений туди для командування, а в. о. президента став генерал Хуан де Діос Арансасу. Ерран зміг узятися за виконання президентських повноважень лише 19 травня 1842 року. Зважаючи на ситуацію, що призвела до громадянської війни, Ерран провів через Конгрес хартію, що зробила зміни до Конституції 1832 року, спрямовані на зміцнення виконавчої влади.
Після завершення президентського терміну Ерран знову обіймав посаду міністра оборони, а потім — на дипломатичній роботі. Помер у квітні 1872 року в Боготі.